# Кобилінський Микола Андрійович
Микола Андрійович Кобилінський  (нар. 13 червня 1944 — пом. 30 квітня 1989) — український фізик, доктор фізико-математичних наук (1984), старший науковий співробітник Інституту теоретичної фізики імені М. М. Боголюбова.

## Біографія
Народився у селі Закусили Народицького району Житомирської області. 1967 року закінчив Новосибірський державний університет. Відтоді працював в Інституті теоретичної фізики імені М. М. Боголюбова (аспірант, з 1970 року — молодший науковий співробітник, з 1978 — старший науковий співробітник відділу фізики елементарних частинок і астрофізики, від 1985 року — провідний науковий співробітник відділу фізики високих густин енергії.

## Наукові інтереси
Наукові дослідження стосувалися теорії і феноменології аналітичної S-матриці, методу комплексних кутових моментів, дуальних моделей, застосування реджевських моделей до аналізу і опису експериментальних даних. Зокрема, запропонував узагальнення дуальних вузькорезонансних моделей, у яких враховано ненульову ширину адронних резонансів, побудував і дослідив клас дуальних моделей з мандельстамівською аналітичністю. Теоретично і феноменологічно дослідив аналітичні властивості баріонних і ферміонних траєкторій Редже. Вивчав також померон і одерон, що домінують за високих енергій сингулярності Редже, та їхні внески в амплітуди пружної і непружної взаємодії адронів.
1970 року захистив дисертацію на здобуття наукового ступеня кандидата фізико-математичних наук «Фото та електроутворення мезонів в моделі полюсів Редже» Науковий керівник д.ф.-м.н. Михайло Рекало
.
1984 року захистив дисертацію на здобуття наукового ступеня доктора фізико-математичних наук за спеціальністю 01.04.02 — теоретична та математична фізика «Аналітичні моделі сильних взаємодій адронів».

## Основні публікації
Профіль Кобилінського М. А. в Scopus, Google Scholar [Архівовано 6 Травня 2018 у Wayback Machine.]
- Bugrij, A. I., Cohen‐Tannoudji, G., Jenkovszky, L. L., & Kobylinsky, N. A. (1973). Dual amplitudes with Mandelstam analyticity. Fortschritte der Physik, 21(9), 427—506. https://doi.org/10.1002/prop.19730210902
- Bugrij, A. I., Jenkovszky, L. L., & Kobylinsky, N. A. (1972). Narrow resonance and «tachyon» approximations of the scattering amplitude. Lettere al Nuovo Cimento (1971—1985), 5(5), 389. https://doi.org/10.1007/BF02905259
- Kobylinsky, N. A., Stepanov, S. S., & Tutik, R. S. (1990). New semiclassical approximation for quarkonia Regge trajectories. Physics Letters B, 235(1-2), 182—186. https://doi.org/10.1016/0370-2693(90)90117-O
- Kobylinsky, N. A., Stepanov, S. S., & Tutik, R. S. (1990). The ℏ-expansion for Regge trajectories. Zeitschrift für Physik C Particles and Fields, 47(3), 469—475. https://doi.org/10.1007/BF01565868
- Bugrij, A. I., Jenkovszky, L. L., Kobylinsky, N. A., & Shelest, V. P. (1973). The pomeron in DAMA. Lettere al Nuovo Cimento (1971—1985), 6(14), 577—582. https://doi.org/10.1007/BF02827075
- Глушко, Н. И., Кобылинский, Н. А., & Шелест, В. П. (1983). Продолженная унитарность и высокоэнергетическое рассеяние адронов. Теоретическая и математическая физика, 57(1), 12-20. http://www.mathnet.ru/php/getFT.phtml?jrnid=tmf&paperid=2233&what=fullt&option_lang=rus
- Глушко, Н. И., Кобылинский, Н. А., Мартынов, Е. С., & Шелест, В. П. (1984). Дуальность и фруассаровское насыщение. Теоретическая и математическая физика, 58(3), 367—376. http://www.mathnet.ru/php/getFT.phtml?jrnid=tmf&paperid=4662&what=fullt&option_lang=rus
- Kobylinsky, N. A., Martynov, E. S., & Shelest, V. P. (1985). Hadronic multiplicity and total cross-section: A new scaling in wide energy range. Zeitschrift für Physik C Particles and Fields, 28(1), 143—148. https://link.springer.com/article/10.1007/BF01550261 [Архівовано 31 Березня 2018 у Wayback Machine.]